# Lijst van burgemeesters van Almere
Dit is een lijst van burgemeesters van de Nederlandse gemeente Almere in de provincie Flevoland sinds het ontstaan van de gemeente op 1 januari 1984.
| Ambtsperiode                | Naam burgemeester   | Foto | Partij of stroming | Bijzonderheden                                          |
| --------------------------- | ------------------- | ---- | ------------------ | ------------------------------------------------------- |
| 1984 - 1986                 | Han Lammers         |      | PvdA               | werd commissaris der Koningin in de provincie Flevoland |
| 1986 - 1993                 | Cees de Cloe        |      | PvdA               |                                                         |
| 1993 - 1994                 | Cees Roozemond      |      | PvdA               | waarnemend                                              |
| 1994 - 1998                 | Ralph Pans          |      | PvdA               |                                                         |
| 1998 - 2002                 | Hans Ouwerkerk      |      | PvdA               | was burgemeester van Groningen                          |
| 2002                        | Jaap van der Doef   |      | PvdA               | waarnemend burgemeester                                 |
| 2002 - 2003                 | Hans Ouwerkerk      |      | PvdA               |                                                         |
| 2003 - 2015                 | Annemarie Jorritsma |      | VVD                |                                                         |
| 9 sept. 2015 - 10 jan. 2022 | Franc Weerwind      |      | D66                | was burgemeester van Velsen                             |
| 17 jan. 2022 - 28 feb. 2023 | Ank Bijleveld       |      | CDA                | waarnemend; benoeming 17 jan 2022                       |
| 8 mrt. 2023 - heden         | Hein van der Loo    |      | partijloos         | voorheen burgemeester van Zwijndrecht                   |